# Liste der FISM-Mitglieder
Die Liste der FISM-Mitglieder enthält die 82 Mitgliedsgesellschaften der Fédération Internationale des Sociétés Magiques (FISM, dt.: Internationaler Verband Magischer Gesellschaften), die etwa 50.000 Zauberkünstler aus sechs Organisationsregionen vertreten (Stand: 2013, Update 2023).
| Land                   | Region        | Mitglied                                                    | Internetadresse                    | Bemerkungen                                          |
| ---------------------- | ------------- | ----------------------------------------------------------- | ---------------------------------- | ---------------------------------------------------- |
| Südafrika              | Afrika        | College of Magic                                            | collegeofmagic.com                 |                                                      |
| China                  | Asien         | China Magic Art Society                                     |                                    |                                                      |
| Hongkong               | Asien         | Magician Association of Hong Kong                           | magic.org.hk                       |                                                      |
| Japan                  | Asien         | Japan Close-up Magicians’ Association                       | jcma.biz                           |                                                      |
| Japan                  | Asien         | Japanese Profess. Magician Association                      |                                    |                                                      |
| Japan                  | Asien         | Society of Japanese Magicians                               |                                    |                                                      |
| Malaysia               | Asien         | Malaysia Magic Ring                                         |                                    |                                                      |
| Philippinen            | Asien         | Inner Magic Club                                            |                                    |                                                      |
| Singapur               | Asien         | The Great Wong Ring Singapore                               | ibm115.org/portal                  |                                                      |
| Südkorea               | Asien         | Korean Magic Society                                        | kms82.org                          |                                                      |
| Südkorea               | Asien         | Alexander Magic Family                                      |                                    |                                                      |
| Taiwan                 | Asien         | Black Hat Magic Association                                 |                                    |                                                      |
| Thailand               | Asien         | Siam Magic Club                                             |                                    |                                                      |
| Albanien               | Europa        | Artistic Society “Hyjnoret”                                 |                                    |                                                      |
| Belgien                | Europa        | Cenacle Magique                                             |                                    |                                                      |
| Belgien                | Europa        | Cercle Magique Liègoie ‘Les 52′                             |                                    |                                                      |
| Belgien                | Europa        | Goochelvereniging Magic Victoria                            |                                    |                                                      |
| Belgien                | Europa        | I.V.M.V.G.                                                  |                                    |                                                      |
| Belgien                | Europa        | Magic Club Belge                                            |                                    |                                                      |
| Belgien                | Europa        | Royal Club des Magiciens de Bruxelles                       |                                    |                                                      |
| Belgien                | Europa        | Vlaamse Goochelaars van Belgie                              |                                    |                                                      |
| Bulgarien              | Europa        | Union des Magiciens en Bulgarie                             |                                    |                                                      |
| Dänemark               | Europa        | Magisk Cirkel Danmark                                       | magiskcirkel.dk                    |                                                      |
| Deutschland            | Europa        | Magischer Zirkel von Deutschland                            | mzvd.de                            |                                                      |
| Finnland               | Europa        | Suomen Taikapiiri–Finnish Magic Circle                      |                                    |                                                      |
| Finnland               | Europa        | Suomen Taikurit Ry                                          |                                    |                                                      |
| Frankreich             | Europa        | Fédération Française des Artistes Prestidigitateurs         | magie-ffap.com                     |                                                      |
| Frankreich             | Europa        | Cercle Français de l’Illusion                               | illusionniste.info                 |                                                      |
| Griechenland           | Europa        | Academy of Magicians                                        | a-t.gr                             |                                                      |
| Israel                 | Europa        | Israeli Society of Magicians                                | magic.org.il                       |                                                      |
| Italien                | Europa        | Circolo Amici della Magia di Torino                         | amicidellamagia.net                |                                                      |
| Italien                | Europa        | Club Magico Italiano                                        | clubmagicoitaliano.it              |                                                      |
| Italien                | Europa        | Club Magico Bartolomeo Bosco – Torino                       | bartolomeobosco.net                |                                                      |
| Italien                | Europa        | Club Arte Magica-Milano                                     |                                    |                                                      |
| Italien                | Europa        | Club Magico Roma                                            |                                    |                                                      |
| Luxemburg              | Europa        | Magica Club Letzebuerg                                      | magica.lu                          |                                                      |
| Niederlande            | Europa        | Nederlandse Magische Unie                                   | goochelen-nmu.nl                   |                                                      |
| Norwegen               | Europa        | Magisk Cirkel Norge                                         | magiskecirkel.no                   |                                                      |
| Österreich             | Europa        | Magischer Klub Wien                                         | magischerklub.org                  |                                                      |
| Österreich             | Europa        | Magischer Ring Austria                                      | mra.at                             |                                                      |
| Polen                  | Europa        | Krajowy Klub Iluzjonistów                                   | kki.glt.pl                         |                                                      |
| Portugal               | Europa        | MagicValongo Associação Cultural e Artística                | magicvalongo.org                   |                                                      |
| Portugal               | Europa        | Associação Portuguesa de Ilusionismo                        |                                    |                                                      |
| Portugal               | Europa        | Clube Illusionista Fenianos                                 |                                    |                                                      |
| Russland               | Europa        | Moskovskiy Klub Fukosnikov                                  | magic-mkf.ru                       |                                                      |
| Schweden               | Europa        | Svensk Magisk Cirkel                                        | svenskmagiskcirkel.se              |                                                      |
| Schweiz                | Europa        | Club des Magiciens de Geneve                                | lecmg.ch                           |                                                      |
| Schweiz                | Europa        | Club des Magiciens de Lausanne                              |                                    |                                                      |
| Schweiz                | Europa        | Club des Magiciens de Neuchatel                             |                                    |                                                      |
| Schweiz                | Europa        | Magic Promotion Club                                        |                                    |                                                      |
| Schweiz                | Europa        | Magischer Ring der Schweiz                                  | mrs-cms.ch                         |                                                      |
| Spanien                | Europa        | Sociedad Española de Ilusionismo                            | ilusionismo.es                     |                                                      |
| Spanien                | Europa        | Asociacion Catalana de Mags Ill. Prof. Y Empr.              |                                    |                                                      |
| Spanien                | Europa        | Asociacion Magica Aragonesa                                 |                                    |                                                      |
| Spanien                | Europa        | Asociacion Mags Illusionistes de Catalunya                  |                                    |                                                      |
| Spanien                | Europa        | Club de Illusionistas Professionales                        |                                    |                                                      |
| Spanien                | Europa        | Secretario Permanente de Congresos Magicas Nacionales       |                                    |                                                      |
| Tschechien             | Europa        | Český magický svaz                                          |                                    |                                                      |
| Ungarn                 | Europa        | Budapester Burese-Klub                                      |                                    |                                                      |
| Vereinigtes Königreich | Europa        | The Magic Circle                                            | themagiccircle.co.uk               |                                                      |
| Vereinigtes Königreich | Europa        | Blackpool Magicians Club                                    | blackpoolmagiciansclub.com         |                                                      |
| Vereinigtes Königreich | Europa        | British Ring                                                | britishring.org.uk                 |                                                      |
| Kanada                 | Nordamerika   | Canadian Association of Magicians                           | canadianassociationofmagicians.com |                                                      |
| Vereinigte Staaten     | Nordamerika   | Academy of Magical Arts                                     | magiccastle.com                    | betreibt The Magic Castle                            |
| Vereinigte Staaten     | Nordamerika   | Society of American Magicians                               | magicsam.com                       | führt die Society of American Magicians Hall of Fame |
| Vereinigte Staaten     | Nordamerika   | International Brotherhood of Magicians                      | magician.org                       |                                                      |
| Argentinien            | Lateinamerika | Centro Magico Platense                                      |                                    |                                                      |
| Argentinien            | Lateinamerika | Círcolo Mágico Argentino                                    |                                    |                                                      |
| Argentinien            | Lateinamerika | Club Porteño de Ilusionismo                                 |                                    |                                                      |
| Argentinien            | Lateinamerika | Entidad Magica Argentina                                    |                                    |                                                      |
| Argentinien            | Lateinamerika | Federacion Latino Americano de Sociedades Magicas (FLASOMA) |                                    |                                                      |
| Argentinien            | Lateinamerika | Red Maso – Red de Magos Solidarios                          |                                    |                                                      |
| Brasilien              | Lateinamerika | Associaçao dos Magicos de Sao Paulo                         | amsp.hpg.ig.com.br                 |                                                      |
| Brasilien              | Lateinamerika | Circolo Brasileiro de Ilusionismo                           |                                    |                                                      |
| Chile                  | Lateinamerika | Sociedad Chilena de Ilusionismo                             |                                    |                                                      |
| Chile                  | Lateinamerika | Circolo Brasileiro de Ilusionismo                           |                                    |                                                      |
| Ecuador                | Lateinamerika | Club Magico del Ecuador (CLUME)                             |                                    |                                                      |
| Guatemala              | Lateinamerika | Isociacion de Magos de Guatemala Gran Jaguar                |                                    |                                                      |
| Kolumbien              | Lateinamerika | Colombiano de Artes Magicas                                 |                                    |                                                      |
| Kolumbien              | Lateinamerika | Escuela de Artes Magicas de Bogota                          |                                    |                                                      |
| Mexiko                 | Lateinamerika | Circolo Mexicano de Ilusionistas                            |                                    |                                                      |
| Mexiko                 | Lateinamerika | El Circulo de Magos Mexicanos                               |                                    |                                                      |
| Peru                   | Lateinamerika | Union Peruana de Ilusionistas                               |                                    |                                                      |
| Peru                   | Lateinamerika | Magos Latino Americanos en Miami (MALAM)                    |                                    |                                                      |
| Australien             | Ozeanien      | West Australian Society of Magicians                        | wasm.com.au                        |                                                      |